# Arteveldestadion
El Arteveldestadion, actualmente denominado Planet Group Arena por motivos de patrocinio, es un estadio multiusos ubicado en la ciudad de Gante, Bélgica. Es utilizado para partidos de fútbol y en el disputa sus juegos el club KAA Gante. Tiene una capacidad para 20 000 espectadores y fue inaugurado en 2013, sustituyendo al viejo Estadio Jules Otten.
El recinto fue nombrado originalmente Arteveldestadion en honor al estadista y líder político flamenco del siglo XIII, Jacob van Artevelde.

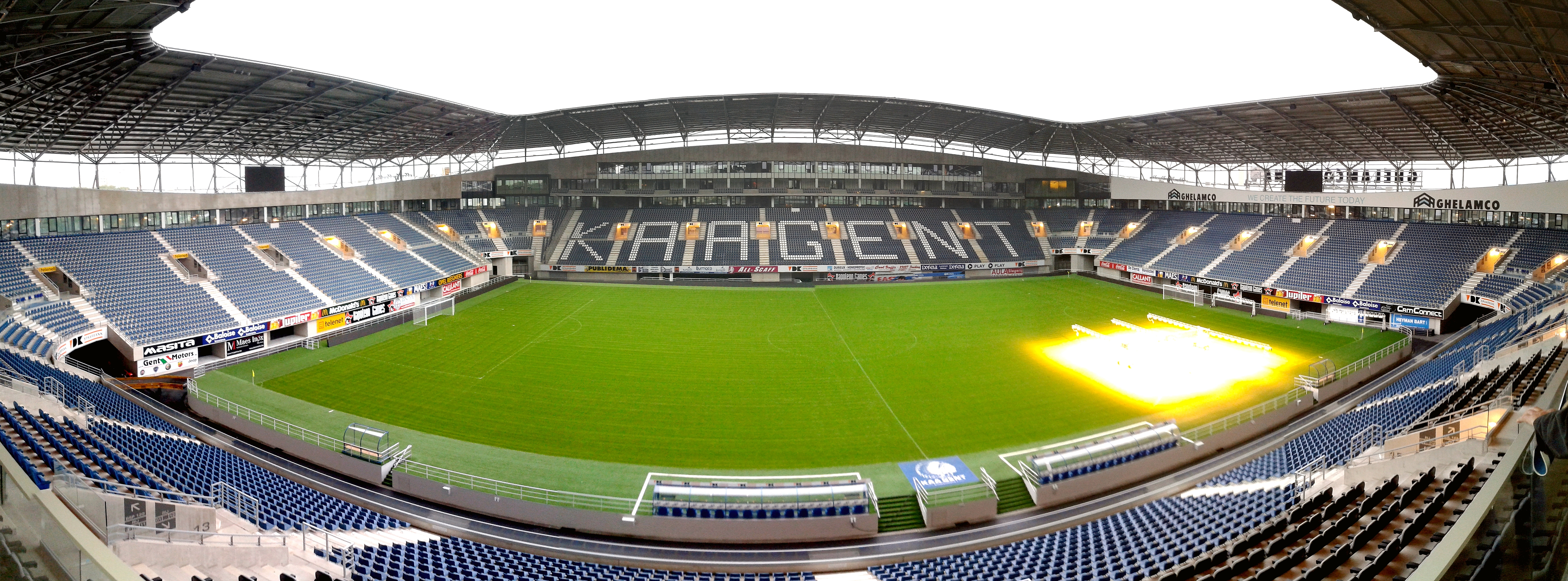
Imagen panorámica del Planet Group Arena.

## Fotogalería
|                             |
| Planet Group Arena de noche |

|            |
| Vestuarios |

|         |
| Jacuzzi |

|            |
| Banquillos |

|          |
| Interior |

|                            |
| Entrada principal interior |

|               |
| Grada Telenet |

|                     |
| Grada VDK Spaarbank |